# Bad Goisern am Hallstättersee
Bad Goisern am Hallstättersee osztrák mezőváros Felső-Ausztria Gmundeni járásában. 2018 januárjában 7450 lakosa volt.

## Elhelyezkedése

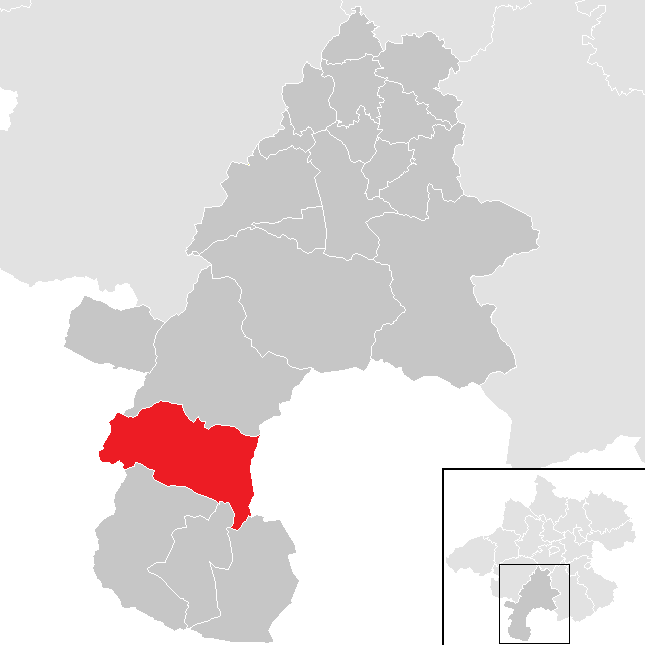
Bad Goisern am Hallstättersee a Gmundeni járásban

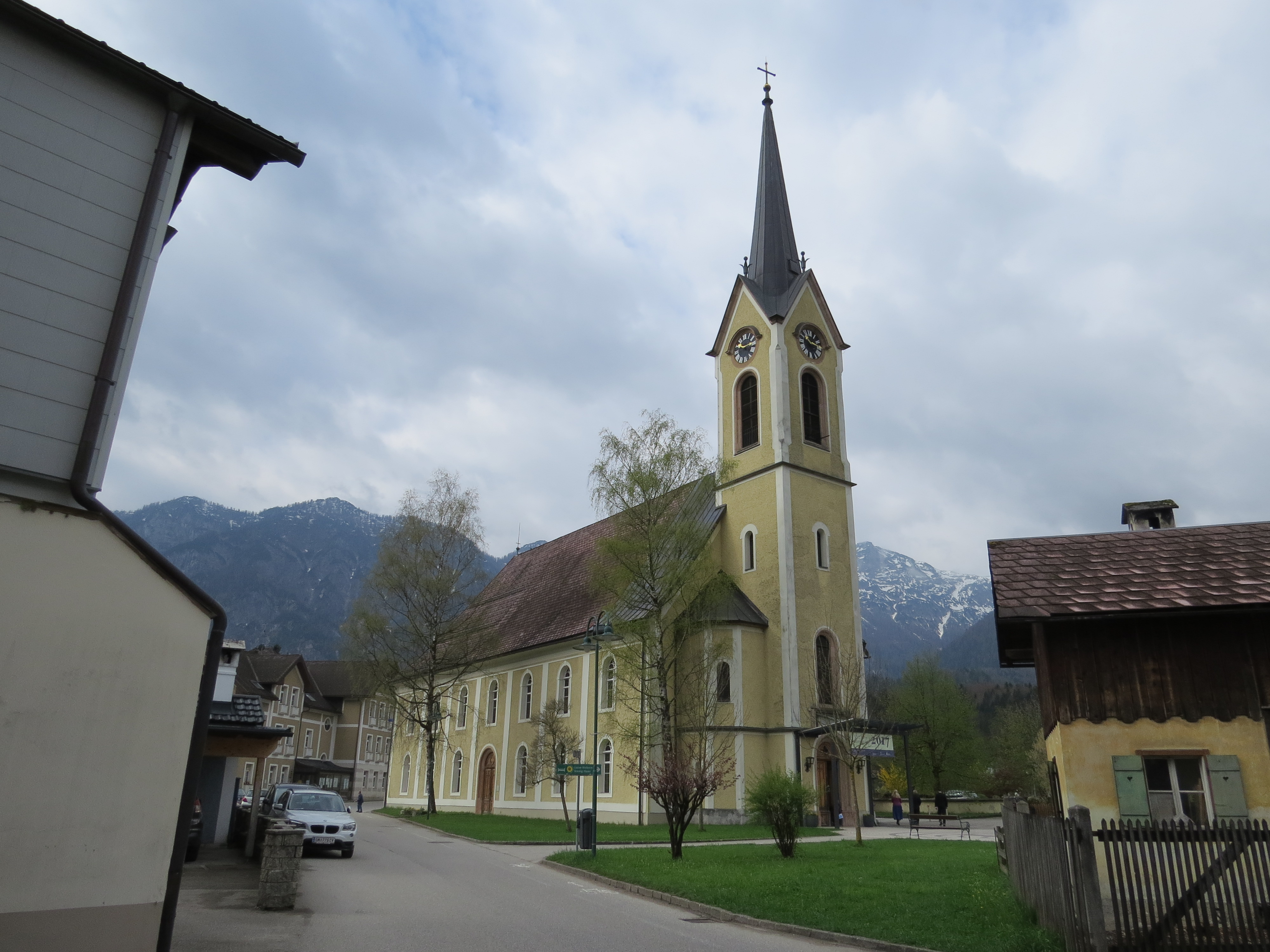
Az evangélikus templom

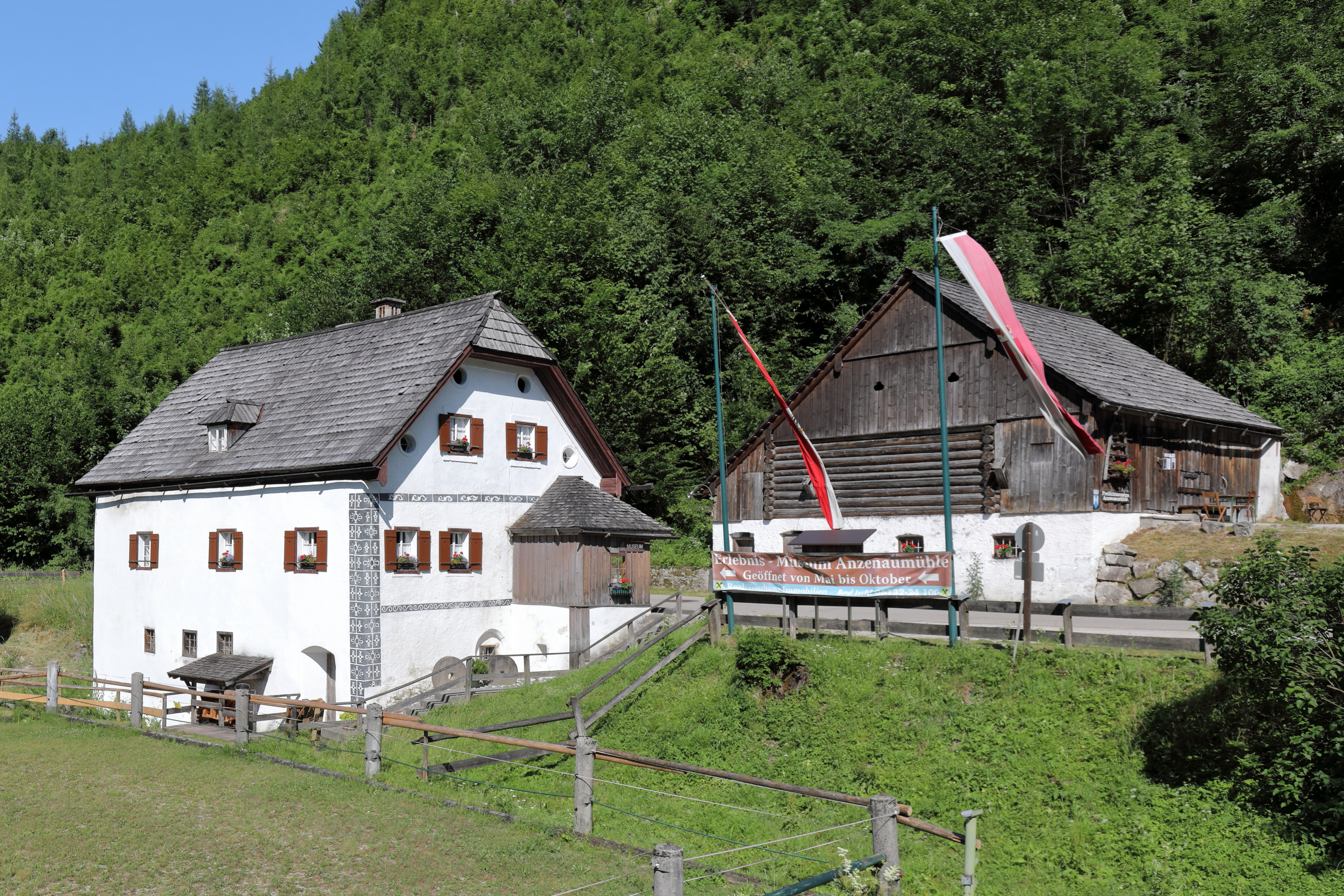
Az anzenaui malom

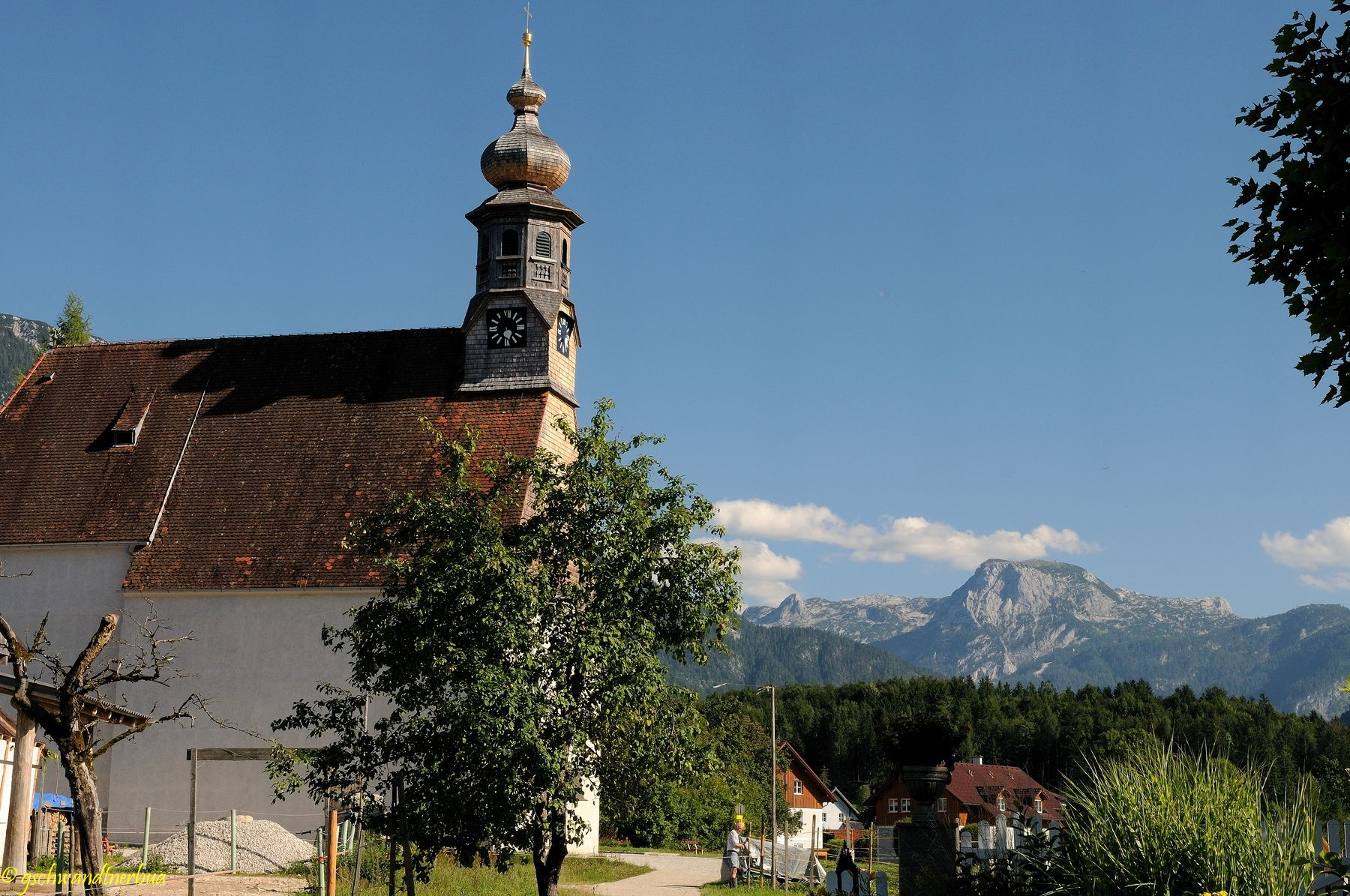
A Szt. Agáta-templom

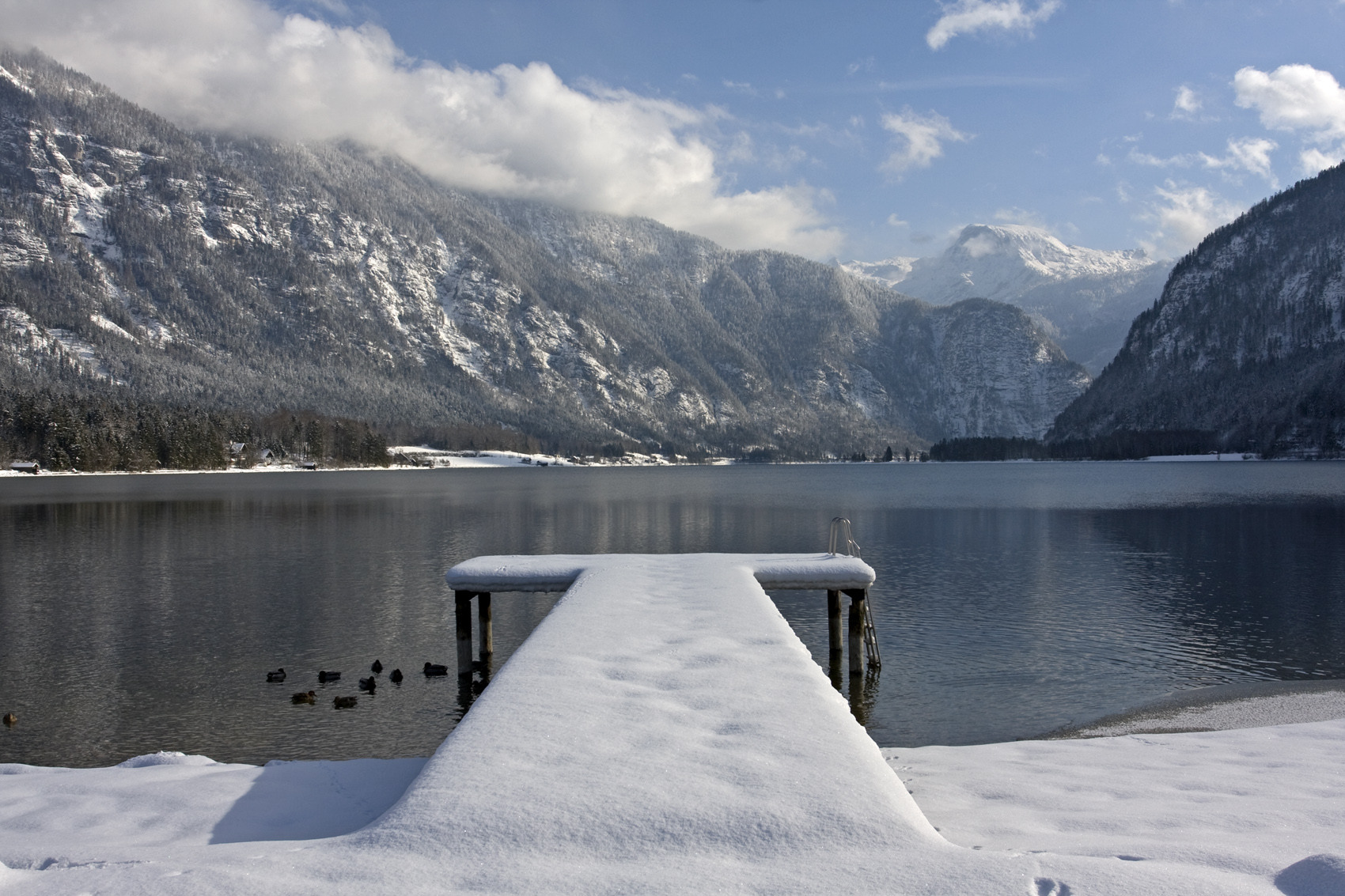
A Hallstatti-tó Bad Goisernnél

Bad Goisern am Hallstättersee Felső-Ausztria Traunviertel régiójában fekszik, a Salzkammergut területén, a Hallstatti-tó északi partján, a Traun folyó mentén elterülő Bad Goisern-i medencében. Keleti része a Totes-hegységhez, a nyugati a Salzkammerguti-hegység Osterhorn-csoportjához tartozik. Területének 67,2%-a erdő, 12,4% áll mezőgazdasági művelés alatt. Az önkormányzat 31 falut, illetve településrészt egyesít: Anzenau (27 lakos 2018-ban), Au (372), Bad Goisern (1987), Edt (182), Görb (105), Gschwandt (645), Herndl (191), Kogl (84), Lasern (311), Muth (24), Obersee (67), Pichlern (51), Posern (174), Pötschen (31), Primesberg (80), Ramsau (258), Rehkogl (93), Reitern (368), Riedln (56), Sankt Agatha (307), Sarstein (218), Solbach (30), Stambach (393), Steeg (180), Steinach (142), Unterjoch (131), Untersee (534), Weißenbach (196), Wiesen (104), Wildpfad (54) és Wurmstein (55). 
A környező önkormányzatok: északra Bad Ischl, északkeletre Altaussee (Stájerország), keletre Bad Aussee (Stájerország), délkeletre Obertraun, délre Hallstatt és Gosau, délnyugatra Rußbach am Paß Gschütt (Salzburg), északnyugatra Strobl (Salzburg).

## Története
Bad Goisernt először az 1325-ös passaui urbárium említi. A tóparti Steeg településrész már régóta kapcsolatban állt a hallstatti sóbányával. Az Ischlland régió (amelyhez Bad Goisern is tartozik) 1278-ban a Babenberg-örökséget megszerző Habsburg Rudolf birtokába került. 1290 körül Goisern térségében újabb sólelőhelyeket fedeztek fel, ami kiváltotta a Habsburg Albert és IV. Konrád salzburgi érsek közötti, "sóháborúnak" nevezett viszályt. 1298-ban Albert feleségének, Görzi Erzsébetnek adományozta az Ischllandot, amely a későbbiekben is az osztrák főhercegek magánbirtoka maradt. A térség a hercegség 1490-es felosztása után az Enns fölötti Ausztria részévé vált. Egyházi szempontból Goisern a traunkircheni bencés kolostor alá tartozott. Az apátság 1573-as felszámolása után 1621-tpl a Passauban létesített jezsuita kollégium vette át a felügyeletét.
1595-1607 között Goisernen keresztül épült meg a hallstatti sóbánya és az Ebensee közötti csővezeték. 
II. József 1781-es türelmi rendelete után az egyik első legális evangélikus közösség Goisernben alakult meg, akik 1782-ben felépítették fából készült imaházukat (1813-ban kőtemplommal cserélték fel). 
Goisernt 1931-ben gyógy-fürdőhellyé és üdülőhellyé nyilvánították. 1952-ben mezővárosi rangra emelték, három évvel később pedig felvette a Bad előnevet. A Bad Goisern am Hallstättersee hivatalos nevet 2008 óta viseli. 

## Lakosság
A Bad Goisern am Hallstättersee-i önkormányzat területén 2018 januárjában 7450 fő élt. A lakosságszám 2001-ben érte el csúcspontját 7602 fővel, azóta csökkenő tendenciát mutat. 2016-ban a helybeliek 93,8%-a volt osztrák állampolgár; a külföldiek közül 3,1% a régi (2004 előtti), 1,8% az új EU-tagállamokból érkezett. 2001-ben a lakosok 42,3%-a római katolikusnak, 46,7% evangélikusnak, 7,2% pedig felekezeten kívülinek vallotta magát. Ugyanekkor 3 magyar élt a községben. A legnagyobb nemzetiségi csoportot a német (96%) mellett a horvátok alkották 1,6%-kal.
| 2016 | 7 478 |
| 2018 | 7 450 |

## Látnivalók
- a Szt. Márton-plébániatemplom szentélye és északi portálja az 1487-ben elkészült késő gótikus épületből származik. 1691-ben készült főoltárát 1957-ben szállították át ide Niederthalheimből.
- az evangélikus templom.
- a Szt. Agáta-templom (vagy kálváriatemplom) Sankt Agatha faluban. A késő gótikus épületet 1395-1399 között emelték.
- a 19. század elején épült Chorinsky-gát.
- az anzenaui malomskanzen
- a helytörténeti múzeumban megtekinthető egy kiállítás a 18. században Erdélybe száműzött protestáns felső-ausztriaiakról.

## Híres Bad Goisern-iek
- Karl Eibl (1891–1943) tábornok, Sztálingrádnál esett el
- Ursula Haubner (1945-) politikus
- Jörg Haider (1950–2008) politikus
- Wilfried Scheutz (1950–2017) énekes
- Hubert von Goisern (1952-) énekes

## Fordítás
- Ez a szócikk részben vagy egészben  a   Gosau című német Wikipédia-szócikk ezen változatának fordításán alapul.  Az eredeti cikk szerkesztőit annak laptörténete sorolja fel. Ez a jelzés csupán a megfogalmazás eredetét és a szerzői jogokat jelzi, nem szolgál a cikkben szereplő információk forrásmegjelöléseként.